# La Momie qui chuchotait
La Momie qui chuchotait est un roman américain, paru sous la signature théorique d'Alfred Hitchcock pour des motifs publicitaires et de marketing. Son auteur véritable est Robert Arthur, Jr.. 
Il s'agit du troisième roman de la série policière pour adolescents Les Trois Jeunes Détectives.

## Résumé
Hitchcock appelle les trois jeunes détectives pour leur donner un nouveau mystère à résoudre (après Au rendez-vous des revenants et Le Perroquet qui bégayait). Il s'agit d'un de ses amis égyptologues, le professeur Yarborough, qui entend une momie, gardée jalousement chez lui, lui chuchoter des phrases incompréhensibles à l'oreille. Le cinéaste aimerait aider son ami, c'est pourquoi il fait appel à Hannibal, Peter, et Bob, pour résoudre si possible l'énigme. Seul problème : la momie ne parle qu'au professeur. 
Lors du début de l'enquête, la momie... disparaît. Et pour couronner le tout, voilà soudain que leur ennemi Skinny Norris se mêle à l'enquête...
Les assistants égyptiens du professeur sont-ils aussi innocents qu'il n'y paraît ? Et que vient faire cet animal dans le jardin du professeur, prétendue réincarnation d'un dieu égyptien ? Faut-il tenir compte de l'avertissement divin, ou passer outre ? Autant de questions à résoudre...

## Remarques
- La première édition de ce roman, paru chez Hachette dans la collection Bibliothèque verte, a été traduite par Vladimir Volkoff.
- On peut encore voir dans ce roman l'apparition de Skinny Norris, jeune adolescent qui ne cesse d'entraver leur enquête.
- L'affaire de la momie en croise une autre que les trois détectives avaient tout d'abord refusée : celle du chat disparu de Mme Banfry.